# Tansen (musicien)
 (décembre 2019).
Si vous disposez d'ouvrages ou d'articles de référence ou si vous connaissez des sites web de qualité traitant du thème abordé ici, merci de compléter l'article en donnant les références utiles à sa vérifiabilité et en les liant à la section « Notes et références ».

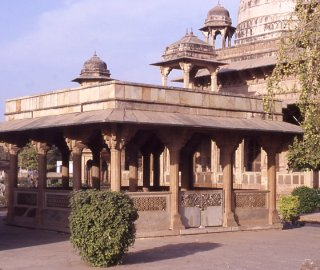
Tombe de Tansen à Gwalior

Tansen, né en 1506 et mort le 26 avril 1589, est le plus célèbre des musiciens de la cour d’Akbar. Dans le Ain i Akbari, Abul al-Fazl ibn Mubarak, l’historien d’Akbar, dit qu’« il n’a pas existé dans l’Inde depuis plus de mille ans un musicien qui soit son égal.[réf. nécessaire] »

## Biographie
On le considérait comme l’un des neuf joyaux de la cour de l’empereur.[réf. nécessaire] Il devint une figure si légendaire que toutes les histoires racontées sur des musiciens lui furent plus tard attribuées.[réf. nécessaire] D’après la légende, beaucoup de réformes et d’inventions seraient dues à Tansen.[réf. nécessaire]
Dans le village de Behera, à sept milles de Gwalior, vivaient un brahmane appelé Kavi Makaranda Pande et son épouse. Ils n’avaient pas d’enfant. Mais par l’intercession d’un ascète musulman, Muhammad Ghosh, ils obtinrent d’avoir un fils à la condition que celui-ci deviendrait un disciple de l’ascète. 
L’enfant naquit en 1506. Il fut nommé d’abord Trilochana (ou Ramatannu) Pande et familièrement Tannu Mishra. Tannu avait un étonnant pouvoir d’imiter les sons. Un jour qu’il imitait le rugissement d’un lion, Haridasa Swami, un grand maître et grand compositeur de chants classiques, sous Babur et Humayun, qui passait par là, étonné d’entendre un lion dans un lieu habité, entra dans le jardin et découvrit l’enfant. Il alla trouver ses parents et leur dit : « Si vous me confiez cet enfant pour cinq ans j’en ferai un grand musicien. » Les parents furent d’accord et Ramatannu devint l’élève du swami.
Quand Ramatannu revint chez ses parents, il était déjà un chanteur de renom. Le Maharaja Rama Niranjana de Gwalior lui donna le surnom de Tana-Sena (« maître des ornements mélodiques »). 
C’est alors que l’ascète Muhammad Ghosh le réclama et, mettant une feuille de bétel dans la bouche de l’adolescent, le fit musulman et lui donna le nom de Ata Ali Khan. Le jeune Tansen entra au service du Maharadja de Rewa, Rama Simha Baghela. Le renom du musicien s’était déjà répandu. Akbar ordonna qu’il soit envoyé à sa cour, mais Rama Simha refusa. Akbar alors paya le prix de son poids en or et le musicien vint à Delhi.
Tansen resta toujours en contact avec son maître Swami Haridasa et étudia avec les autres disciples du Swami, Baiju Bavare et Bajanatha. 
Il mourut vers 1595. Ses quatre fils et l’empereur étaient présents au moment de sa mort. Il fut enterré dans une modeste tombe à Gwalior qui est restée un lieu de pèlerinage.
Les disciples de Tansen se divisèrent en deux écoles (gharânâ) : les Rababiya (joueurs de rabâb), et les Beenkar (joueurs de vînâ). Il existe encore des représentants des deux écoles, mais la plus développée en Inde reste la Beenkar Gharânâ.
Tansen ne fut pas seulement un chanteur mais aussi un compositeur de mélodies et créateur de râgas nouveaux. Beaucoup de ses dhrupad et dhamâr sont toujours chantés et sont considérés parmi les meilleures œuvres de la musique indienne[réf. nécessaire]. Plusieurs des râgas qu’il créa restent très populaires[réf. nécessaire], tels que Miyan-Ki-Malhara, Miyan-Ki-Todi, et Darbari-Kanada.
Haridasa Swami, qui était brahmane, lui avait enseigné seulement des chants à thème religieux. À la cour de Delhi, Tansen chantait des chants profanes. On raconte qu’il fut invité à chanter pour Goswami-Maharaj, le grand prêtre de la secte vallabha, à Mathura. Après le concert, Goswami le complimenta sur son art et lui fit présent de mille pièces d’or et d’un cowri (petit coquillage employé comme la plus petite unité monétaire). Tansen demanda quel était le sens du cowri. Le grand prêtre répondit : « L’or est pour votre technique, le cowri pour les paroles de votre chant. C’est tout ce qu’elles valent. » Tansen accepta la leçon et composa ensuite d’admirables chants mystiques en langue hindie.
Il existe de nombreuses légendes concernant Tansen et Haridasa Swami. L’une d’elles raconte que l’empereur Akbar demanda à Tansen après l’un de ses concerts s’il existait quelqu’un qui pouvait chanter comme lui. Tansen répondit qu’il connaissait un musicien qui lui était très supérieur. L’empereur montra un vif désir d’entendre ce prodige et, apprenant que le musicien ne pouvait pas être appelé à la cour, demanda à aller chez lui. L’empereur, déguisé en porteur de l’instrument d’accompagnement du chanteur, se rendit à la hutte du moine. Ils arrivèrent à l’ermitage de Haridasa Swami sur les bords de la Yamuna, et Tansen pria le vieux musicien de chanter, mais il refusa. Tansen chanta alors devant son maître en faisant intentionnellement quelques erreurs. Le maître attira aussitôt son attention sur ces erreurs et lui montra ce qu’il aurait dû faire, puis il continua de chanter d’une façon si merveilleuse que l’empereur en fut enthousiasmé. Sur le chemin du retour, Akbar demanda à Tansen : « Pourquoi ne chantez-vous pas comme lui? » Tansen répondit: « Je dois chanter quand mon empereur me le commande, alors que lui n'obéit qu'à son inspiration. »[réf. nécessaire]